# Ancelle del Vangelo
Le Ancelle del Vangelo (in spagnolo Siervas del Evangelio; sigla S.E.) sono un istituto religioso femminile di diritto pontificio.

## Storia
La congregazione fu fondata dal sacerdote Manuel Hurtado y García, futuro vescovo di Tarazona, insieme ad alcune giovani della parrocchia di Santa Maria Maddalena a Granada che si dedicavano all'insegnamento del catechismo.
Per ricevere la loro formazione, nel 1943 le prime aspiranti furono inviate a Madrid, presso le religiose della Società del Sacro Cuore di Gesù, sotto la direzione di Mercdes González de Castijón.
Le suore iniziarono a condurre vita comune il 25 ottobre 1944 e il 6 gennaio 1945 furono rivestite dell'abito religioso.
Papa Giovanni Paolo II concesse il riconoscimento pontificio all'istituto il 17 dicembre 1982; l'approvazione giunse il 25 marzo 1983.

## Attività e diffusione
Le suore si dedicano all'insegnamento catechistico.
Oltre che in Spagna, sono presenti in Perù; la sede generalizia è a Granada.
Alla fine del 2015 l'istituto contava 66 religiose in 9 case.